# Steve Morse
Steve J. Morse (* 28. července 1954, Hamilton, Ohio) je americký kytarista známý především svým působením v kapelách Dixie Dregs a Deep Purple. Určitou dobu působil sólově a krátce i se skupinou Kansas. Byl členem Deep Purple od roku 1994 do roku 2022. Od roku 2012 je členem skupiny Flying Colors a v tomtéž roce spolupracoval s projektem G3.
V roce 1994 se Morse připojil k britské hardrockové skupině Deep Purple, kdy nahradil Ritchie Blackmorea. Po osmadvaceti letech členství ve skupině Deep Purple byl Morse jejich nejdéle sloužícím kytaristou a hrál na osmi studiových albech, od Purpendicular (1996) až po Turning to Crime (2021) a objevil se i na několika živých albech.
Jeho odchod od Deep Purple byl oznámen 23. července 2022, důvodem byla nemoc jeho ženy Janine.

## Diskografie
s umělci a skupinami:

### Dixie Dregs
- 1975 The Great Spectacular (Vydáno v roce 1997)
- 1977 Free Fall
- 1978 What If
- 1979 Night of the Living Dregs
- 1980 Dregs of the Earth
- 1981 Unsung Heroes
- 1982 Industry Standard
- 1989 Divided We Stand
- 1992 Bring 'Em Back Alive
- 1994 Full Circle
- 1997 King Biscuit Flower Hour Presents - The Dregs 1979
- 2000 California Screamin
- 2002 20th Century Masters: The Best Of The Dixie Dregs
- 2002 Sects, Dregs & Rock 'n' Roll

### Steve Morse Band a sólově
- 1984 The Introduction
- 1985 Stand Up
- 1989 High Tension Wires
- 1991 Southern Steel
- 1992 Coast To Coast
- 1995 Structural Damage
- 1996 StressFest
- 2000 Major Impacts
- 2002 Split Decision
- 2004 Major Impacts 2
- 2005 Prime Cuts – From Steve Morse's Magna Carta sessions
- 2009 Out Standing in Their Field

### Deep Purple
- 1996 Purpendicular
- 1997 Deep Purple Live at the Olympia '96
- 1998 Abandon
- 1999 Total Abandon (Live in Australia, 1999)
- 2000 In Concert With the London Symphony Orchestra
- 2001 Live at the Rotterdam Ahoy 30/10/00
- 2001 The Soundboard Series
- 2003 Bananas
- 2005 Rapture of the Deep
- 2006 Live at Montreux 1996
- 2007 Live at Montreux 2006
- 2011 Live at Montreux 2011
- 2013 Now What ?!
- 2013 The Now What?! Live Tapes
- 2015 To The Rising Sun (In Tokyo)
- 2015 From The Setting Sun (In Wacken)

### Kansas
- 1986 Power
- 1988 In the Spirit of Things
- 1998 King Biscuit Flower Hour Presents Kansas (Nahráno 14. února 1989)
- 2004 Sail On: The 30th Anniversary Collection

### Angelfire
- 2010 Angelfire

### Flying Colors
- 2012 Flying Colors
- 2014 Second Nature
- 2016 Third Degree

### Vystoupení jako host
- 1977 Tropical Nights - Liza Minnelliová
- 1980 Schemer-Dreamer - Steve Walsh
- 1986 Storytime - T Lavitz
- 1987 Stone From Which The Arch Was Made - Mark O'Connor
- 1987 Surveillance - Triumph
- 1988 Southern by the Grace Of God: Lynyrd Skynyrd Tribute Tour-1987 - Lynyrd Skynyrd
- 1988 Love Your Man - The Rossington Collins Band
- 1990 Nashville Rendez-Vous - Marcel Dadi
- 1991 Fingers Crossing - Marcel Dadi
- 1992 Country Guitar Flavors - Marcel Dadi
- 1992 Lone Ranger - Jeff Watson
- 1993 Coven, Pitrelli, O'Reilly - CPR
- 1994 Thonk - Michael Manring
- 1995 Carmine Appice's Guitar Zeus
- 2001 Seventh Key - Seventh Key
- 2001 Nylon & Steel - Manuel Barrueco
- 2001 Feeding the Wheel - Jordan Rudess
- 2002 Camino Latino/Latin Journey – 'Liona Boyd
- 2004 Rhythm Of Time – Jordan Rudess
- 2003 Living Loud – Living Loud
- 2006 Living Loud-Live – Living Loud
- 2006 Gillan's Inn – Ian Gillan
- 2007 School of the Arts – School of the Arts
- 2011 Testimony 2 – Neal Morse
- 2011 Raised in Captivity – John Wetton

### Výběry
- 1978 Hotels, Motels And Road Shows (Výběr různých umělců)
- 1989 Guitar's Practicing Musicians (Výběr různých umělců)
- 1991 Guitar's Practicing Musicians Vol. 2 (Výběr různých umělců)
- 1991 Guitar Speak III (Výběr různých umělců)
- 1992 Rock Guitar Greats (Výběr různých umělců)
- 1992 Guitar On The Edge Vol. 2 (Výběr různých umělců)
- 1995 Tales From Yesterday (Pocta různých umělců skupině Yes)
- 1996 Crossfire - A Tribute To Stevie Ray (Pocta různých umělců Stevie Ray Vaughanovi)
- 1996 Working Man (Pocta různých umělců skupině Rush)
- 1996 The Carols Of Christmas (Výběr různých umělců)
- 1997 The Carols Of Christmas II (Výběr různých umělců)
- 1997 Merry Axemas - A Guitar Christmas (Výběr různých umělců)
- 1997 Jazz Fusion Vol. 2 (Výběr různých umělců)
- 1998 Guitar Battle (Výběr různých umělců)
- 1999 Tribute to the Titans (Výběr různých umělců)
- 1999 Rock Guitarists Forever Best (Výběr různých umělců)
- 2001 Warmth In The Wilderness - A Tribute To Jason Becker (Pocta různých umělců Jasonu Beckerovi)
- 2002 A Southern Rock Christmas (Výběr různých umělců)
- 2004 Classical Heartbreakers (Výběr různých umělců)
- 2005 Future of the Blues Vol. 2 (Výběr různých umělců)
- 2006 Back Against the Wall (Pocta různých umělců albu Pink Floyd The Wall)
- 2006 Visions of an Inner Mounting Apocalypse (Pocta různých umělců Mahavishnu Orchestra)
- 2006 „The Royal Dan: A Tribute“ (pocta kytaristů jazz rockové skupině Steely Dan, deset kytaristů hraje deset rlzných písní, Morse hraje Bodhisattva)